# ماگالیا (کالیفرنیا)
ماگالیا (به انگلیسی: Magalia) یک منطقهٔ مسکونی در ایالات متحده آمریکا است که در شهرستان بیوت، کالیفرنیا واقع شده‌است. ماگالیا ۳۶٫۳۰۹ کیلومتر مربع مساحت و ۱۱٬۳۱۰ نفر جمعیت دارد و ۷۱۱ متر بالاتر از سطح دریا واقع شده‌است.